# Casimir Meister
Casimir Meister (* 22. November 1869 in Matzendorf SO; † 22. Dezember 1941 in Solothurn) war ein Schweizer Musikdirektor, Kapellmeister sowie Komponist von Kirchenmusik und Liedern im Volkston.

## Leben und Werk
Casimir Meister wuchs in Murten auf und besuchte während drei Jahren das Gymnasium des Klosters Einsiedeln. Nach erstem Klavier- und Orgelunterricht in Murten und Einsiedeln erhielt er die weitere musikalische Ausbildung in Lausanne bei Carl Eschmann-Dumur (Klavier) und Charles Blanchet (Orgel), von 1889 bis 1891 an der Königlichen Musikschule in München bei Joseph Rheinberger, Heinrich Schwartz und Ludwig Abel. Von 1891 bis 1892 war er élève am Conservatoire de Paris bei Théodore Dubois (Komposition), Charles-Wilfrid de Bériot (Klavier) und Charles-Marie Widor (Orgel).
Von 1892 bis 1894 wirkte Meister in Bulle als Musikdirektor. Er war in dieser Funktion Organist, Chor- und Orchesterleiter. Hier lernte er die Greyerzer Volkslieder kennen und gab 1894 eine Sammlung von 51 « Chants et Coraules de la Gruyère » heraus. 1894 zog er nach Glarus, wo er bis 1898 den Männerchor «Frohsinn» sowie den Gemischten Chor und das Orchester leitete. Daneben war er Organist der evangelischen Kirchgemeinde.
1898 wurde Casimir Meister zum Gesanglehrer an die städtischen Schulen Solothurn gewählt. Diese Funktion übte er bis 1934 aus. Zugleich übernahm er die Leitung des Männerchors und des Cäcilienvereins. Gemeinsam führten die beiden Chöre unter anderem Werke von Bach und Händel auf.
1921 musste Casimir Meister aus gesundheitlichen Gründen die Direktion der beiden grossen Chöre abgeben. Nach seiner Genesung berief ihn der Domchor 1922 als Kapellmeister an die St. Ursenkathedrale in Solothurn; unter seiner Leitung wurden unter anderem Messen von Anton Bruckner, Hans Huber, Franz Liszt, Giovanni Pierluigi da Palestrina und Franz Schubert aufgeführt.
Casimir Meister schuf vier Messen sowie Offertorien und Hymnen, aber auch weltliche Chorwerke, Instrumentalmusik für Orchester, Klavier, Orgel sowie Blas- und Kammermusik. Sehr bekannt wurden seine Vertonungen der «Liedli ab em Land» des Solothurner Schriftstellers und Seminarlehrers Josef Reinhart. Sie galten bald als Volkslieder und fanden über Schulgesangbücher weite Verbreitung. Die ersten Takte der Liedmelodie von «D’Zyt isch do, d’Zyt isch do! singt’s uf em Nussbaum scho ‹guggu›» erklangen von Dezember 1926 bis Ende 1966 als Pausenzeichen von Radio Bern. Auch die Klavierbegleitung des Solothurnerliedes von Carl Robert Enzmann stammt von Meister.
In der ersten Hälfte des 20. Jahrhunderts hat Casimir Meister als Schüler, Lehrer und Freund einer Reihe von Solothurner Musikern und Komponisten eine bedeutende Rolle für das Musikleben der Stadt Solothurn gespielt, unter anderem durch seine Zusammenarbeit mit Richard Flury und Dino Ghisalberti. Seine Tochter Hélène Meister war als Domorganistin und Klavierlehrerin in Solothurn tätig.
Casimir Meister war seit 1894 verheiratet mit Marie, geborene Dinichert aus Murten, Schwester des Diplomaten Paul Dinichert. Das Ehepaar hatte fünf Kinder. Am 22. Dezember 1941 starb Meister nach kurzer Krankheit. Sein Grab befindet sich in Muntelier FR.
Meisters Nachlass wurde von den Erben 1955 an die Zentralbibliothek Solothurn übergeben. Der Musikwissenschafter Hans-Rudolf Dürrenmatt hat ihn geordnet, verzeichnet und das Verzeichnis mit Angaben über den Bestand der Zentralbibliothek Solothurn an gedrucktem Notenmaterial ergänzt. Der Katalog ist 2009 in der Schriftenreihe der Zentralbibliothek Solothurn erschienen.
2021 gab Hans-Rudolf Binz eine kritische erste Gesamtausgabe der Orgelwerke im Verlag der Fachstelle Kirchenmusik Kanton Solothurn für die kirchenmusikalische Praxis heraus: Neun kleine Präludien und Stücke op. 28 WV 283 für Orgel manualiter oder Harmonium, zwei Marches religieuses op. 12 WV 282 und Trois préludes pour orgue op. 20 WV 284 für Orgel pedaliter nach frühen Drucken sowie drei bisher nur handschriftlich überlieferte Werke op. 26 WV 280, op. 26 WV 281 und WV 304.2.

## Notenausgaben
- Orgelwerke. Gesamtausgabe. Herausgegeben von Hans-Rudolf Binz. Fachstelle Kirchenmusik Kanton Solothurn, Olten 2021, 58 S. ISMN 979-0-9000129-0-6.